# Johansfors (Halland)
Johansfors is een plaats in Zweden, in de gemeente Halmstad in het landschap Halland en de provincie Hallands län. De plaats heeft 152 inwoners (2005) en een oppervlakte van 16 hectare.